# Dystopia (TV-serie)
Dystopia är en svensk TV-serie från 2021, skapad av Richard Jarnhed och Lotta Westberg. Serien hade premiär på streamingtjänsten Viaplay den 13 juni 2021 och då släpptes alla åtta avsnitten.

## Handling
Serien följer ett gäng unga svenskar som blir tvungna att utföra ett postapokalyptiskt rollspel live i Sverige. Deltagarna blir pressade mentalt och fysiskt, något som de alla går igång på. Gänget hittar en övergiven fabrik långt ute i de svenska skogarna, övergiven på 1980-talet mitt under det kalla kriget. När de väl är framme på den isolerade platsen börjar plötsligt oväntade saker att hända som får mörka krafter att sättas igång inom och utom gruppen.

## Rollista (i urval)
| - Madeleine Martin – Tess - Happy Jankell – Frida - Johan Hafezi – Leo - Einar Bredefeldt – Indigo - Lola Zackow – Domenica - Johan Hedenberg – Harry - Christian Svensson – William | - Erik Bolin – Zacke - Sofia Pekkari – Cecilia - Maja Rung – Chrissy - Jonathan Harboe – Paolo - Erika Cardenas Hedenberg – Jennifer - Odin Romanus – Neo - Björn Lundqvist – Frippe |